# فينفلورامين
فينفلورامين (بالإنجليزية: Fenfluramine)‏ دواء يُستخدم لعلاج النوب المرافقة لمتلازمة درافت لدى المرضى بعمر عامين أو أكثر، ويُباع تحت الاسم التجاري فنتيبلا.
تشمل أشيع التأثيرات الجانبية فقدان الشهية والنعاس والتركين والخمول والإسهال والإمساك وشذوذ تخطيط القلب الصدوي والتعب ونقص الحيوية والرنح (فقدان التنسيق الحركي) واضطراب التوازن والمشية وارتفاع ضغط الدم وسيلان اللعاب وفرط إفراز الغدد اللعابية (فرط إنتاج اللعاب) وارتفاع الحرارة (الحمى) وعدوى السبيل التنفسي العلوي والإقياء وفقدان الوزن وخطر السقوط والحالة الصرعية.

## التأثيرات الجانبية
يشمل ملصق إدراة الغذاء والدواء الأمريكية المخصص للفينفلورامين تحذير صندوق أسود يصرح بأن الدواء يترافق مع أمراض القلب الصمامية وارتفاع ضغط الشرايين الرئوية. يتوفر الدواء ضمن برنامج توزيع مقيد وتحت إستراتيجية تقييم الخطر والإجراءات التلطيفية (آر إي إم إس) بسبب خطورة حدوث هذين التأثيرين. تتطلب هذه الاستراتيجية اعتمادًا خاصًا لاختصاصيي العناية الصحية والصيدليات التي توزعه لوصف الفينفلورامين مع تسجيل المرضى ضمن القائمة الخاصة بها.
وفقًا لمتطلبات إستراتيجية تقييم الخطر والإجراءات التلطيفية، يجب أن يلتزم واصفو الدواء والمرضى بمراقبة الوظيفة القلبية عبر تخطيط صدى القلب بجهاز الأمواج فوق الصوتية عند تلقيهم العلاج بالفينفلورامين.
تترافق الجرعات العالية من الدواء مع الصداع والإسهال والدوار وجفاف الفم وخلل الانتصاب والقلق والأرق والتهيج والخمول وتنبيه الجهاز العصبي المركزي.
ذكرت بعض التقارير ترافق العلاج طويل الأمد بالفينفلورامين مع عدم استقرار عاطفي وعيوب إدراكية والاكتئاب والذهان وتحريض الذهان الموجود سابقًا (الفصام) واضطرابات النوم. من المقترح أن بعض هذه التأثيرات تنجم عن الانسمام العصبي بالسيروتونين أو نفاذ السيروتونين مع الإعطاء طويل الأمد للدواء و/أو تنشيط مستقبلات 5-إتش تي 2 إيه السيروتونينية.

### داء الصمامات القلبية
تشمل الشذوذات المميزة المرافقة للعلاج بالفينفلورامين تسمك وريقة الصمام والحبال الوترية. يمكن تفسير الآلية المؤدية إلى هذه الظاهرة بتأثير مستقبلات السيروتونين التي يُعتقد أنها تساعد على تنظيم النمو. يحرض الدواء ومستقلبه النشط نورفينفلورامين مستقبلات السيروتونين، وهذا قد يؤدي إلى شذوذ صمامي ملحوظ عند المرضى المستخدمين للدواء.
يمثل نورفلورامين مثبطًا قويًا لإعادة قبط 5-إتش تي في النهايات العصبية. يؤثر الفينفلورامين ومستقلبه نورفينفلورامين على مستقبلات 5-أتش تي 2 من النمط بي المتوفرة بغزارة في صمامات القلب البشري. يمكن تفسير الضرر الناجم عن استخدام الدواء عبر التحريض غير الملائم لهذه المستقبلات ما يؤدي إلى انقسام شاذ في خلايا الصمام. يدعم هذه الفكرة حقيقة أن شذوذ الصمام يحدث عند المرضى المستخدمين للأدوية الأخرى المؤثرة على هذه المستقبلات.
وفقًا لدراسة سابقة أجراها طبيب أمراض قلبية لأحد المدعين على 5,743 مريضًا، استمرت أذية الصمامات القلبية طويلًا بعد إيقاف الدواء، ومن بين المرضى المشمولين في الدراسة، أُصيب بهذا التأثير 12% من الرجال و20% من النساء، وبلغت فرصة احتياج الجراحة المصححة لقصور الصمامات الناجم عن الدواء لدى المستخدمين السابقين 7 أضعاف النسبة المعتادة.

## فرط الجرعة
في حالات فرط الجرعة، يمكن أن يسبب الفينفلورامين متلازمة السيروتونين ما قد يؤدي إلى الوفاة سريعًا.

## علم الأدوية

### الديناميكا الدوائية
يعمل الفينفلورامين أساسًا على تحرير السيروتونين، إذ يزيد من مستويات هذا الناقل العصبي الذي ينظم المزاج والشهية والوظائف الأخرى. يسبب فينفلورامين إطلاق السيروتونين عبر تعطيل التخزين الحويصلي للنواقل العصبية ومعاكسة وظيفة ناقل السيروتونين. يعمل الدواء أيضًا على إطلاق النورإبينفرين بمستوًى أقل، خاصةً عبر مستقلبه النشط نورفينفلورامين.
في التراكيز المرتفعة، يعمل النورفينفلورامين (وليس الفينفلورامين) على إطلاق الدوبامين، لذلك قد يسبب الفينفلورامين ذات التأثير في تراكيزه شديدة الارتفاع، وإضافةً إلى إطلاق وحيدات الأمين، يرتبط الفينفلورامين بروابط ضعيفة جدًا مع مستقبلات السيروتونين 5-إتش تي 2، بينما يرتبط النورفينفلورامين بمستقبلات 5-إتش تي 2 من النمطين بي وسي بألفة عالية وينشطهما، ويكون ارتباطه بالنمط إيه متوسط القوة. ينتج عن هذا زيادة النقل العصبي السيروتونيني والنورأدريناليني الذي يمنح الشعور بالامتلاء ونقص الشهية.
إن المشاركة بين الفينفلورامين والفينتيرامين (وهو عامل مطلق للنورإيبينفرين والدوبامين يعمل أساسًا على النورإبينفرين) تنتج عاملًا متجانسًا مطلقًا للسيروتونين والنورإبينفرين، لكنه أضعف قدرةً على إطلاق الدوبامين.

### الحرائك الدوائية
يتراوح العمر النصفي لإزالة الفينفلورامين بين 13 و30 ساعة. وُجد أن متوسط عمر الزوال النصفي لمصاوغاتاه المرآتية يبلغ 19 ساعةً للديكسفينفلورامين و25 ساعةً لليفينفلورامين. يبلغ عمر الزوال النصفي للنورفينفلورامين (المستقلب النشط الأساسي للفينفلورامين) ضعفًا ونصف إلى ضعفي عمر الزوال النصفي للفينفلورامين، بمتوسط 34 ساعةً للديكسنورفينفلورامين و50 ساعةً لليفينورفينفلورامين.